# 용문동 대형
《용문동 대형》은 1993년 4월 30일에 MBC TV에서 방영한 베스트극장이다.

## 줄거리
소도시에서 태권도 도장을 하며 소박하게 살아가던 대룡은 어느날 서울에 왔다가 지하철에서 소매치기단을 붙잡아 ‘이 시대의 의인’으로 매스컴에 보도되면서 유명세를 치른다. 영화에 출연하게 된 대룡은 여배우를 짝사랑하지만 바람을 맞는다. 누나 가게에서 일하는 경옥은 대룡이 유명해지면서 자기와의 사이가 멀어지자 겉으론 티를 내지 않지만 속상해한다. 경옥이 깡패들에게 납치되려 하자 대룡이 크게 다쳐가며 경옥을 구하고 둘은 가까워진다.

## 등장 인물

### 주요 인물
- 나한일 : 김대룡 역
- 양희경 : 김대순 역 - 대룡의 누나, 미용실 운영
- 이미지 : 경옥 역 - 미용사

### 그 외 인물
- 오지연
- 홍순창
- 김웅철
- 전인택
- 김순용
- 정태섭
- 고광우
- 김인수
- 양형욱
- 윤예희
- 김민수
- 유식
- 김영배
- 순동운
- 조성숙
- 장효선
- 노정임
- 최정
- 박찬
- 박창민
- 임두혁

### 특별출연
- 정재환